# Gare de Selles-Saint-Denis
Gare de Selles-Saint-Denis vasútállomás Franciaországban, Selles-Saint-Denis településen.

## Vasútvonalak
Az állomást az alábbi vasútvonalak érintik:
- Le Blanc–Argent-sur-Sauldre-vasútvonal

## Kapcsolódó állomások
A vasútállomáshoz az alábbi állomások vannak a legközelebb:
- Gare de Loreux
- Gare de La Ferté-Imbault